# Метимна (митологија)
Метимна (грч. Μήθυμνα) је у грчкој митологији била епонимна хероина града Метимне.

## Митологија
О њој је писао Диодор. Била је кћерка Макареја, краља острва Лезбос. Када је Лезб, Лапитов син дошао на острво, Макареј му је дао руку своје кћери Метимне и тако успоставио савез између Јонаца и Тесалаца.

## Уметност
Ликови ове хероине се налазе и на новчићима који су се користили у њеном граду.